# Décès en 1114
Décès
- 1110
- 1111
- 1112
- 1113
- 1114
- 1115
- 1116
- 1117
- 1118

Cette page dresse une liste de personnalités mortes au cours de l'année 1114 :
- 24 février : Thomas (en), archevêque d'York.
- Septembre : Alp Arslan d'Alep, dit le Bègue ou le Muet, est un émir seldjoukide d'Alep.
- 30 octobre : Princesse Tokushi, princesse devenue impératrice consort de l'empereur Horikawa.
- 29 novembre : Richard de Salerne, participant à la Première Croisade et régent du comté d'Édesse.

- Álvar Fáñez (en), noble et militaire du royaume de León.
- Gérard III de Juliers, comte de Juliers.
- Maelcoluim Ua Cormacain (en), abbé des îles d’Aran.
- Nizzo de Krems-Gars (en), noble autrichien.

- Vers 1114 :
- Alipi Petcherski, mosaïste, peintre d'icônes et orfèvre russe (° vers 1050).
- William de Courcy (en), baron anglo-normand.

## Crédit d'auteurs
- Cet article est partiellement ou en totalité issu de l'article intitulé « 1114 » (voir la liste des auteurs).